# Puchar Heinekena (1998/1999)
Puchar Heinekena 1998/1999 – czwarta edycja Pucharu Heinekena, pierwszego poziomu europejskich klubowych rozgrywek w rugby union.. Zawody odbyły się w dniach 18 września 1998 – 30 stycznia 1999 roku.
Najwięcej punktów w sezonie zdobył Simon Mason, zaś trzech zawodników zdobyło po siedem przyłożeń będących najlepszym wynikiem tej edycji.

## Faza grupowa

### Grupa A
| 19 września 199814:30 | Llanelli                                                                         | 27:33(15:13) | Leinster                                                       | Stradey Park, Llanelli Widzów: 2 000 Sędzia: Didier Mené |
| 19 września 199814:30 | Craig Warlow 8 (pd 2K) David Hodges 5 (P) Garan Evans 5 (P) Stephen Jones 9 (3K) | 27:33(15:13) | Alan McGowan 18 (3pd 4K) Gordon D’Arcy 5 (P) Shane Byrne 5 (P) | Stradey Park, Llanelli Widzów: 2 000 Sędzia: Didier Mené |

| 19 września 199815:15 | Bordeaux Bègles                                                     | 28:39(9:32) | Stade Français | Stade André Moga, Bègles Widzów: 5 000 Sędzia: Jim Fleming |
| 19 września 199815:15 | Cyril Schuwer 5 (P) Guy Accoceberry 5 (P) Julien Berthe 13 (2pd 3K) | 28:39(9:32) | Ludovic Loustau 5 (P) Diego Domínguez 14 (4pd 2K) Geoffrey Abadie 5 (P) Laurent Pedrosa 5 (P) Thomas Lombard 10 (2P) | Stade André Moga, Bègles Widzów: 5 000 Sędzia: Jim Fleming |

| 25 września 199818:30 | Leinster                                | 17:28(11:8) | Stade Français                                                                               | Donnybrook Stadium, Dublin Widzów: 8 000 Sędzia: David Davies |
| 25 września 199818:30 | Alan McGowan 12 (4K) Martin Ridge 5 (P) | 17:28(11:8) | Christophe Moni 5 (P) Diego Domínguez 13 (2pd 3K) Richard Dourthe 5 (P) Thomas Lombard 5 (P) | Donnybrook Stadium, Dublin Widzów: 8 000 Sędzia: David Davies |

| 26 września 199814:30 | Llanelli                                                   | 22:10(11:3) | Bordeaux Bègles                                            | Stradey Park, Llanelli Widzów: 2 500 Sędzia: Murray Whyte |
| 26 września 199814:30 | Neil Boobyer 5 (P) Rupert Moon 5 (P) Stephen Jones 12 (4K) | 22:10(11:3) | Cyril Schuwer 2 (pd) Julien Berthe 3 (K) Luca Martin 5 (P) | Stradey Park, Llanelli Widzów: 2 500 Sędzia: Murray Whyte |

| 9 października 199818:30 | Leinster              | 9:3(6:3) | Bordeaux Bègles       | Donnybrook Stadium, Dublin Widzów: 4 000 Sędzia: Clayton Thomas |
| 9 października 199818:30 | Ritchie Murphy 9 (3K) | 9:3(6:3) | Pascal Fauthoux 3 (K) | Donnybrook Stadium, Dublin Widzów: 4 000 Sędzia: Clayton Thomas |
| 9 października 199818:30 | Angus McKeen          | 9:3(6:3) |                       | Donnybrook Stadium, Dublin Widzów: 4 000 Sędzia: Clayton Thomas |

| 10 października 199816:00 | Stade Français | 49:3(11:3) | Llanelli            | Stadium Nord Lille Métropole, Villeneuve-d’Ascq Widzów: 7 000 Sędzia: Iain Ramage |
| 10 października 199816:00 | David Auradou 5 (P) Diego Domínguez 14 (4pd 2K) Herve Chaffardon 5 (P) Laurent Pedrosa 5 (P) Sylvain Marconnet 10 (2P) Thomas Lombard 5 (P) Vincent Moscato 5 (P) | 49:3(11:3) | Stephen Jones 3 (K) | Stadium Nord Lille Métropole, Villeneuve-d’Ascq Widzów: 7 000 Sędzia: Iain Ramage |

| 17 października 199816:00 | Stade Français | 56:31(42:8) | Leinster                                                          | Stade Jean-Bouin, Paryż Widzów: 8 000 Sędzia: Derek Bevan |
| 17 października 199816:00 | Franck Comba 10 (2P) Christophe Dominici 10 (2P) Christophe Juillet 5 (P) Diego Domínguez 16 (8pd) Richard Dourthe 5 (P) Thomas Lombard 10 (2P) | 56:31(42:8) | Alan McGowan 16 (2pd 4K) Girvan Dempsey 5 (P) John McWeeney 5 (P) | Stade Jean-Bouin, Paryż Widzów: 8 000 Sędzia: Derek Bevan |

| 18 października 199815:00 | Bordeaux Bègles | 48:10(7:3) | Llanelli                                 | Stade André Moga, Bègles Widzów: 4 000 Sędzia: Graham Hughes |
| 18 października 199815:00 | Christophe Dongieu 5 (P) Francis Ntamack 5 (P) Guy Accoceberry 5 (P) Luca Martin 10 (2P) Olivier Brouzet 10 (2P) Pascal Fauthoux 13 (5pd K) | 48:10(7:3) | Daniel Rogers 5 (pd K) Ian Boobyer 5 (P) | Stade André Moga, Bègles Widzów: 4 000 Sędzia: Graham Hughes |

| 31 października 199814:30 | Llanelli                                    | 17:13(6:10) | Stade Français                               | Stradey Park, Llanelli Widzów: 2 000 Sędzia: Alan Lewis |
| 31 października 199814:30 | Chris Wyatt 5 (P) Jonathan Williams 12 (4K) | 17:13(6:10) | Richard Dourthe 8 (pd 2K) Xavier Blond 5 (P) | Stradey Park, Llanelli Widzów: 2 000 Sędzia: Alan Lewis |

| 31 października 199820:00 | Bordeaux Bègles | 31:10(5:10) | Leinster                                  | Stade André Moga, Bègles Widzów: 3 000 Sędzia: Jim Fleming |
| 31 października 199820:00 | Cyril Schuwer 7 (P pd) Frederic Garcia 5 (P) Jean-Marc Souverbie 5 (P) Olivier Brouzet 5 (P) Pascal Fauthoux 9 (3K) | 31:10(5:10) | Alan McGowan 5 (pd K) Colin McEntee 5 (P) | Stade André Moga, Bègles Widzów: 3 000 Sędzia: Jim Fleming |

| 6 listopada 199818:30 | Leinster                                          | 27:34(21:17) | Llanelli | Donnybrook Stadium, Dublin Widzów: 4 500 Sędzia: Joël Dumé |
| 6 listopada 199818:30 | Alan McGowan 17 (P 3pd 2K) Declan O'Brien 10 (2P) | 27:34(21:17) | Chris Wyatt 5 (P) Ian Boobyer 5 (P) Neil Boobyer 5 (P) Roddy Boobyer 5 (P) Stephen Jones 4 (2pd) Wayne Proctor 10 (2P) | Donnybrook Stadium, Dublin Widzów: 4 500 Sędzia: Joël Dumé |

| 7 listopada 199815:30 | Stade Français                                                                                      | 34:21(20:16) | Bordeaux Bègles                                                    | Stade Jean-Bouin, Paryż Widzów: 10 000 Sędzia: Chuck Muir |
| 7 listopada 199815:30 | Christophe Dominici 5 (P) Christophe Juillet 5 (P) Richard Dourthe 19 (2pd 5K) Thomas Lombard 5 (P) | 34:21(20:16) | Leon Loppy 5 (P) Pascal Fauthoux 11 (pd 2dg K) Thomas Ossard 5 (P) | Stade Jean-Bouin, Paryż Widzów: 10 000 Sędzia: Chuck Muir |

### Grupa B
| 19 września 199814:30 | Munster                                                                        | 20:13(10:3) | Petrarca                                     | Musgrave Park, Cork Widzów: 2 000 Sędzia: David Davies |
| 19 września 199814:30 | Eddie Halvey 5 (P) John Kelly 5 (P) Michael Lynch 3 (K) Ronan O’Gara 7 (2pd K) | 20:13(10:3) | Kelly Rolleston 8 (pd 2K) Rocco Salvan 5 (P) | Musgrave Park, Cork Widzów: 2 000 Sędzia: David Davies |

| 19 września 199814:30 | Neath | 33:51(14:17) | Perpignan | The Gnoll, Neath Widzów: 2 500 Sędzia: Brian Campsall |
| 19 września 199814:30 | Dave Tiueti 5 (P) Geraint Evans 5 (P) Matthew McCarthy 13 (2pd 3K) Mefin Davies 5 (P) Patrick Horgan 5 (P) | 33:51(14:17) | Bernard Goutta 5 (P) Didier Camberabero 10 (2pd 2K) Didier Plana 5 (P) Gerald Bastide 2 (pd) Gerard Majoral 5 (P) Grégory Tutard 5 (P) Laurent Salies 4 (2pd) Mathieu Barrau 10 (2P) Nicolas Martin 5 (P) | The Gnoll, Neath Widzów: 2 500 Sędzia: Brian Campsall |

| 26 września 199814:30 | Munster                                                                               | 34:10(14:3) | Neath                                            | Musgrave Park, Cork Widzów: 1 500 Sędzia: Joël Jutge |
| 26 września 199814:30 | Alan Quinlan 5 (P) Barry Everitt 5 (pd K) Michael Lynch 14 (P 3K) Mick Galwey 10 (2P) | 34:10(14:3) | Leighton Gerrard 5 (P) Matthew McCarthy 5 (pd K) | Musgrave Park, Cork Widzów: 1 500 Sędzia: Joël Jutge |

| 27 września 199815:00 | Perpignan | 67:8(29:8) | Petrarca                                 | Stade Aimé Giral, Perpignan Widzów: 4 000 Sędzia: Chuck Muir |
| 27 września 199815:00 | Didier Plana 5 (P) Gael Arandiga 5 (P) Gerald Bastide 5 (P) Grégory Tutard 5 (P) Laurent Salies 15 (6pd K) Mathieu Barrau 5 (P) Nicolas Martin 5 (P) Olivier Olibeau 5 (P) Raphael Ibanez 10 (2P) Renaud Peillard 5 (P) Vincent Cortes 2 (pd) | 67:8(29:8) | Kelly Rolleston 3 (K) Rocco Salvan 5 (P) | Stade Aimé Giral, Perpignan Widzów: 4 000 Sędzia: Chuck Muir |

| 10 października 199815:15 | Perpignan | 41:24(29:3) | Munster                                                          | Stade Gilbert Brutus, Perpignan Widzów: 5 000 Sędzia: Robert Davies |
| 10 października 199815:15 | Alewyn Joubert 5 (P) Didier Camberabero 9 (3pd K) Grégory Tutard 5 (P) Laurent Salies 2 (pd) Mathieu Barrau 5 (P) Patrick Furet 5 (P) Raphael Ibanez 5 (P) Renaud Peillard 5 (P) | 41:24(29:3) | Barry Everitt 5 (P) Killian Keane 14 (P 3pd K) Mick Galwey 5 (P) | Stade Gilbert Brutus, Perpignan Widzów: 5 000 Sędzia: Robert Davies |

| 10 października 199820:00 | Petrarca                                                             | 28:17(21:3) | Neath                                                     | Stadio Plebiscito, Padwa Widzów: 500 Sędzia: Roger Duhau |
| 10 października 199820:00 | Andrea Muraro 5 (P) Kelly Rolleston 18 (2P pd 2K) Marco Baroni 5 (P) | 28:17(21:3) | Darren Case 7 (2pd K) Dave Tiueti 5 (P) Scott Eggar 5 (P) | Stadio Plebiscito, Padwa Widzów: 500 Sędzia: Roger Duhau |
| 10 października 199820:00 | Marco Baroni                                                         | 28:17(21:3) |                                                           | Stadio Plebiscito, Padwa Widzów: 500 Sędzia: Roger Duhau |

| 17 października 199814:30 | Neath                                                                                   | 18:18(6:6) | Munster                                                        | The Gnoll, Neath Widzów: 1 200 Sędzia: Chuck Muir |
| 17 października 199814:30 | Luke Richards 2 (pd) Matthew McCarthy 6 (2K) Patrick Horgan 5 (P) Richard Francis 5 (P) | 18:18(6:6) | Killian Keane 8 (pd 2K) Mick Galwey 5 (P) Peter Stringer 5 (P) | The Gnoll, Neath Widzów: 1 200 Sędzia: Chuck Muir |

| 17 października 199820:00 | Petrarca               | 6:14(3:11) | Perpignan                                  | Stadio Plebiscito, Padwa Widzów: 1 000 Sędzia: Gordon Black |
| 17 października 199820:00 | Kelly Rolleston 6 (2K) | 6:14(3:11) | Didier Camberabero 9 (3K) Mike James 5 (P) | Stadio Plebiscito, Padwa Widzów: 1 000 Sędzia: Gordon Black |

| 31 października 199814:30 | Munster                                      | 13:5(13:0) | Perpignan        | Musgrave Park, Cork Widzów: 4 000 Sędzia: Steve Lander |
| 31 października 199814:30 | Killian Keane 8 (pd 2K) Peter Clohessy 5 (P) | 13:5(13:0) | Mike James 5 (P) | Musgrave Park, Cork Widzów: 4 000 Sędzia: Steve Lander |

| 31 października 199814:30 | Neath                                                            | 16:3(6:3) | Petrarca              | The Gnoll, Neath Widzów: 1 500 Sędzia: Patrick Thomas |
| 31 października 199814:30 | Geraint Evans 5 (P) Luke Richards 9 (3K) Matthew McCarthy 2 (pd) | 16:3(6:3) | Kelly Rolleston 3 (K) | The Gnoll, Neath Widzów: 1 500 Sędzia: Patrick Thomas |

| 8 listopada 199815:00 | Perpignan | 60:24(48:0) | Neath | Stade Aimé Giral, Perpignan Widzów: 5 000 Sędzia: Murray Whyte |
| 8 listopada 199815:00 | Alewyn Joubert 5 (P) Christophe Purarnau 5 (P) Didier Camberabero 6 (3pd) Didier Plana 10 (2P) Gerald Bastide 5 (P) Grégory Tutard 5 (P) Michel Konieck 5 (P) Mike James 5 (P) Renaud Peillard 5 (P) Thomas Lievremont 5 (P) Vincent Cortes 4 (2pd) | 60:24(48:0) | Adam Jackson 5 (P) Matthew McCarthy 4 (2pd) Mefin Davies 5 (P) Sandy Stephens 5 (P) Shawn van Rensberg 5 (P) | Stade Aimé Giral, Perpignan Widzów: 5 000 Sędzia: Murray Whyte |

| 8 listopada 199816:00 | Petrarca                                       | 21:35(18:24) | Munster                                                                                                | Stadio Plebiscito, Padwa Widzów: 500 Sędzia: Didier Mené |
| 8 listopada 199816:00 | Fabio Gomez 5 (P) Kelly Rolleston 16 (P pd 3K) | 21:35(18:24) | Anthony Foley 5 (P) Brian Walsh 5 (P) David Corkery 5 (P) John Kelly 5 (P) Killian Keane 15 (P 2pd 2K) | Stadio Plebiscito, Padwa Widzów: 500 Sędzia: Didier Mené |

### Grupa C
| 18 września 199819:30 | Ulster                                                                 | 38:38(25:22) | Edinburgh Reivers                                                                        | Ravenhill Stadium, Belfast Widzów: 9 000 |
| 18 września 199819:30 | Jan Cunningham 10 (2P) Simon Mason 23 (P 3pd 4K) Stephen McKinty 5 (P) | 38:38(25:22) | Adam Roxburgh 5 (P) Cameron Murray 10 (2P) Duncan Hodge 18 (3pd dg 3K) Jamie Mayer 5 (P) | Ravenhill Stadium, Belfast Widzów: 9 000 |

| 19 września 199818:30 | Tuluza | 108:16(47:11) | Ebbw Vale                                                | Stade Ernest-Wallon, Tuluza Widzów: 8 000 Sędzia: David McHugh |
| 19 września 199818:30 | Christophe Deylaud 22 (11pd) Emile Ntamack 15 (3P) Jerome Cazalbou 5 (P) Mathieu Lievremont 5 (P) Michel Marfaing 20 (4P) Philippe Lapoutge 15 (3P) Pierre Bondouy 15 (3P) Stephane Ougier 5 (P) Yann Delaigue 6 (3pd) | 108:16(47:11) | Byron Hayward 6 (2K) John Funnell 5 (P) Mark Jones 5 (P) | Stade Ernest-Wallon, Tuluza Widzów: 8 000 Sędzia: David McHugh |

| 26 września 199815:00 | Edinburgh Reivers                                                                       | 41:17(16:11) | Ebbw Vale                                | Easter Road Stadium, Edynburg Widzów: 2 000 Sędzia: Brian Campsall |
| 26 września 199815:00 | Craig Chalmers 14 (2P 2pd) Duncan Hodge 17 (pd 5K) Graham Shiel 5 (P) Jamie Mayer 5 (P) | 41:17(16:11) | Alun Harries 5 (P) Jason Strange 12 (4K) | Easter Road Stadium, Edynburg Widzów: 2 000 Sędzia: Brian Campsall |

| 26 września 199817:00 | Tuluza | 39:3(13:3) | Ulster            | Stade Ernest-Wallon, Tuluza Widzów: 5 000 Sędzia: Derek Bevan |
| 26 września 199817:00 | Cédric Desbrosse 5 (P) Emile Ntamack 10 (2P) Michel Marfaing 5 (P) Philippe Lapoutge 5 (P) Stephane Ougier 5 (pd K) Yann Delaigue 9 (3pd K) | 39:3(13:3) | Simon Mason 3 (K) | Stade Ernest-Wallon, Tuluza Widzów: 5 000 Sędzia: Derek Bevan |

| 10 października 199814:30 | Ebbw Vale                                                                             | 28:61(13:33) | Ulster | Eugene Cross Park, Ebbw Vale Widzów: 2 000 Sędzia: Chris White |
| 10 października 199814:30 | Byron Hayward 10 (2pd 2K) David Manley 5 (P) Jason Strange 3 (K) Josh Taumalolo 5 (P) | 28:61(13:33) | Andrew Park 5 (P) David Humphreys 10 (2P) Jonny Bell 5 (P) Mark Blair 5 (P) Simon Mason 26 (7pd 4K) Stephen Bell 5 (P) Stephen McKinty 5 (P) | Eugene Cross Park, Ebbw Vale Widzów: 2 000 Sędzia: Chris White |

| 11 października 199815:00 | Edinburgh Reivers                                                                       | 25:29(25:13) | Tuluza | Easter Road Stadium, Edynburg Widzów: 3 000 Sędzia: Ronnie McDowell |
| 11 października 199815:00 | Craig Chalmers 10 (P pd K) Graham Shiel 5 (P) Matthew Proudfoot 5 (P) Stuart Lang 5 (P) | 25:29(25:13) | Christophe Deylaud 8 (pd 2K) Didier Lacroix 5 (P) Emile Ntamack 5 (P) Michel Marfaing 5 (P) Stephane Ougier 3 (dg) Yann Delaigue 3 (K) | Easter Road Stadium, Edynburg Widzów: 3 000 Sędzia: Ronnie McDowell |

| 16 października 199819:30 | Ulster                                                                    | 29:24(17:14) | Tuluza | Ravenhill Stadium, Belfast Widzów: 10 000 Sędzia: Eddie Murray |
| 16 października 199819:30 | Clinton van Rensburg 5 (P) Simon Mason 19 (P pd 4K) Stephen McKinty 5 (P) | 29:24(17:14) | Christophe Deylaud 3 (K) Jerome Cazalbou 10 (2P) Michel Marfaing 5 (P) Stephane Ougier 4 (2pd) Yann Delaigue 2 (pd) | Ravenhill Stadium, Belfast Widzów: 10 000 Sędzia: Eddie Murray |

| 17 października 199814:30 | Ebbw Vale                                  | 16:43(9:13) | Edinburgh Reivers                                                                                         | Eugene Cross Park, Ebbw Vale Widzów: 1 000 Sędzia: Joël Dumé |
| 17 października 199814:30 | Byron Hayward 11 (pd 3K) Chay Billen 5 (P) | 16:43(9:13) | Alan Tait 10 (2P) Bryan Redpath 5 (P) Cameron Mather 5 (P) Craig Chalmers 13 (2pd 3K) Jamie Mayer 10 (2P) | Eugene Cross Park, Ebbw Vale Widzów: 1 000 Sędzia: Joël Dumé |

| 30 października 199819:30 | Ulster | 43:18(24:3) | Ebbw Vale                                                                 | Ravenhill Stadium, Belfast Widzów: 4 500 Sędzia: Franck Maciello |
| 30 października 199819:30 | Andrew Matchett 5 (P) Andy Ward 5 (P) Jan Cunningham 5 (P) Robert Irwin 5 (P) Simon Mason 13 (P 4pd) Stephen Bell 5 (P) Tony McWhirter 5 (P) | 43:18(24:3) | Gareth Green 5 (P) Jason Strange 3 (K) Kuli Faletau 5 (P) Lee Olsen 5 (P) | Ravenhill Stadium, Belfast Widzów: 4 500 Sędzia: Franck Maciello |

| 31 października 199818:00 | Tuluza                                                                 | 23:11 | Edinburgh Reivers                        | Stade Ernest-Wallon, Tuluza Widzów: 8 500 Sędzia: Robert Davies |
| 31 października 199818:00 | Emile Ntamack 5 (P) Xavier Garbajosa 10 (2P) Yann Delaigue 8 (pd dg K) | 23:11 | Craig Chalmers 6 (2K) Tony Stanger 5 (P) | Stade Ernest-Wallon, Tuluza Widzów: 8 500 Sędzia: Robert Davies |

| 7 listopada 199814:30 | Ebbw Vale                | 19:11(9:5) | Tuluza                                         | Eugene Cross Park, Ebbw Vale Widzów: 2 000 Sędzia: Eddie Murray |
| 7 listopada 199814:30 | Jason Strange 14 (pd 4K) | 19:11(9:5) | Christophe Deylaud 6 (2K) Pierre Bondouy 5 (P) | Eugene Cross Park, Ebbw Vale Widzów: 2 000 Sędzia: Eddie Murray |
| 7 listopada 199814:30 | Cyril Vanchiri           | 19:11(9:5) |                                                | Eugene Cross Park, Ebbw Vale Widzów: 2 000 Sędzia: Eddie Murray |

| 8 listopada 199815:00 | Edinburgh Reivers                                                 | 21:23(11:6) | Ulster                                                         | Easter Road Stadium, Edynburg Widzów: 4 000 Sędzia: Ed Morrison |
| 8 listopada 199815:00 | Cameron Murray 5 (P) Craig Chalmers 11 (pd 3K) Tony Stanger 5 (P) | 21:23(11:6) | Mark Blair 5 (P) Sheldon Coulter 5 (P) Simon Mason 13 (2pd 3K) | Easter Road Stadium, Edynburg Widzów: 4 000 Sędzia: Ed Morrison |

### Grupa D
| 19 września 199820:30 | Benetton                                                          | 19:22(11:3) | Colomiers                                      | Stadio comunale di Monigo, Treviso Widzów: 3 000 Sędzia: Clayton Thomas |
| 19 września 199820:30 | Cameron Rackham 3 (dg) Corrado Pilat 11 (P 2K) Denis Dallan 5 (P) | 19:22(11:3) | Cyril Barrau 3 (dg) Mickael Carre 19 (P pd 4K) | Stadio comunale di Monigo, Treviso Widzów: 3 000 Sędzia: Clayton Thomas |
| 19 września 199820:30 | Jean-Philippe Revallier                                           | 19:22(11:3) |                                                | Stadio comunale di Monigo, Treviso Widzów: 3 000 Sędzia: Clayton Thomas |

| 20 września 199815:00 | Glasgow Caledonians                                           | 21:43(6:13) | Pontypridd                                                                                            | Firhill Stadium, Glasgow Widzów: 2 000 Sędzia: Nick Cousins |
| 20 września 199815:00 | Glenn Metcalfe 5 (P) James Craig 5 (P) Tommy Hayes 11 (pd 3K) | 21:43(6:13) | Dafydd James 5 (P) Geraint Lewis 5 (P) Geraint O Lewis 5 (P) Neil Jenkins 23 (4pd 5K) Paul John 5 (P) | Firhill Stadium, Glasgow Widzów: 2 000 Sędzia: Nick Cousins |

| 26 września 199814:30 | Pontypridd                                                     | 32:27(23:10) | Colomiers                                                                                   | Sardis Road, Pontypridd Widzów: 5 000 Sędzia: David McHugh |
| 26 września 199814:30 | Dafydd James 5 (P) Neil Jenkins 22 (2pd 6K) Rhys Shorney 5 (P) | 32:27(23:10) | Bernard de Giusti 5 (P) Mickael Carre 2 (pd) Patrick Martinez 5 (P) Patrick Tabacco 15 (3P) | Sardis Road, Pontypridd Widzów: 5 000 Sędzia: David McHugh |

| 26 września 199820:30 | Benetton                                                                         | 34:15(23:12) | Glasgow Caledonians                         | Stadio comunale di Monigo, Treviso Widzów: 1 100 Sędzia: Graham Hughes |
| 26 września 199820:30 | Francesco Mazzariol 19 (2pd 5K) Leonardo Perziano 10 (2P) Wilhelmus Visser 5 (P) | 34:15(23:12) | Rowan Shepherd 12 (dg 3K) Tommy Hayes 3 (K) | Stadio comunale di Monigo, Treviso Widzów: 1 100 Sędzia: Graham Hughes |

| 9 października 199819:15 | Pontypridd                                 | 13:22(3:14) | Benetton                                                                          | Sardis Road, Pontypridd Widzów: 6 500 Sędzia: Eddie Murray |
| 9 października 199819:15 | Matthew Lloyd 5 (P) Neil Jenkins 8 (pd 2K) | 13:22(3:14) | Cameron Rackham 3 (K) Francesco Mazzariol 9 (dg 2K) Massimiliano Perziano 10 (2P) | Sardis Road, Pontypridd Widzów: 6 500 Sędzia: Eddie Murray |

| 10 października 199815:30 | Colomiers | 34:16(24:9) | Glasgow Caledonians                          | Stade du Sélery, Colomiers Widzów: 3 000 Sędzia: Andrew Watson |
| 10 października 199815:30 | David Skrela 10 (2P) Laurent Labit 9 (3pd K) Marc Biboulet 5 (P) Raphaël Bastide 5 (P) Stephane Peysson 5 (P) | 34:16(24:9) | Shaun Longstaff 5 (P) Tommy Hayes 11 (pd 3K) | Stade du Sélery, Colomiers Widzów: 3 000 Sędzia: Andrew Watson |

| 17 października 199815:30 | Colomiers | 35:21(20:13) | Pontypridd                                                   | Stade du Sélery, Colomiers Widzów: 4 000 Sędzia: Alan Lewis |
| 17 października 199815:30 | Benjamin Lhande 5 (P) Bernard de Giusti 5 (P) David Skrela 5 (P) Fabien Galthie 5 (P) Laurent Labit 15 (3pd 3K) | 35:21(20:13) | Dafydd James 5 (P) Neil Jenkins 11 (pd 3K) Simon Enoch 5 (P) | Stade du Sélery, Colomiers Widzów: 4 000 Sędzia: Alan Lewis |

| 18 października 199815:00 | Glasgow Caledonians                                                                                      | 40:27(22:9) | Benetton                                                            | Firhill Stadium, Glasgow Widzów: 2 040 Sędzia: Gérard Borreani |
| 18 października 199815:00 | Glenn Metcalfe 5 (P) James Craig 5 (P) Martin Waite 5 (P) Rowan Shepherd 10 (2P) Tommy Hayes 15 (3pd 3K) | 40:27(22:9) | Ivan Francescato 5 (P) Luca Pavin 17 (pd 5K) Wilhelmus Visser 5 (P) | Firhill Stadium, Glasgow Widzów: 2 040 Sędzia: Gérard Borreani |

| 31 października 199815:00 | Benetton                                                                                 | 33:19(16:9) | Pontypridd                                  | Stadio comunale di Monigo, Treviso Widzów: 2 000 Sędzia: Iain Ramage |
| 31 października 199815:00 | Francesco Mazzariol 23 (P 3pd dg 3K) Franco Properzi Curti 5 (P) Leonardo Perziano 5 (P) | 33:19(16:9) | Marcus Thomas 5 (P) Neil Jenkins 14 (pd 4K) | Stadio comunale di Monigo, Treviso Widzów: 2 000 Sędzia: Iain Ramage |

| 1 listopada 199815:00 | Glasgow Caledonians                                                                  | 26:17(13:10) | Colomiers                                                                    | Firhill Stadium, Glasgow Widzów: 2 000 Sędzia: Nigel Whitehouse |
| 1 listopada 199815:00 | Chris Simmers 5 (P) Luke Smith 8 (pd 2K) Shaun Longstaff 5 (P) Tommy Hayes 8 (pd 2K) | 26:17(13:10) | Jean-Philippe Revallier 5 (P) Laurent Labit 7 (2pd K) Stephane Peysson 5 (P) | Firhill Stadium, Glasgow Widzów: 2 000 Sędzia: Nigel Whitehouse |

| 25 października 199815:00 | Colomiers | 41:7(21:0) | Benetton                                          | Stade du Sélery, Colomiers Widzów: 5 000 Sędzia: Bertie Smith |
| 25 października 199815:00 | Jean-Philippe Revallier 5 (P) Laurent Labit 16 (5pd 2K) Raphaël Bastide 5 (P) Sébastien Roque 5 (P) Serge Milhas 5 (P) Stephane Peysson 5 (P) | 41:7(21:0) | Francesco Mazzariol 2 (pd) Stefano Saviozzi 5 (P) | Stade du Sélery, Colomiers Widzów: 5 000 Sędzia: Bertie Smith |

| 7 listopada 199817:30 | Pontypridd                                                                           | 32:3(16:3) | Glasgow Caledonians | Sardis Road, Pontypridd Widzów: 5 500 Sędzia: Graham Hughes |
| 7 listopada 199817:30 | Dafydd James 5 (P) Dale McIntosh 5 (P) Geraint O Lewis 5 (P) Neil Jenkins 17 (pd 5K) | 32:3(16:3) | Tommy Hayes 3 (K)   | Sardis Road, Pontypridd Widzów: 5 500 Sędzia: Graham Hughes |

## Faza pucharowa
|  |                 |                |                  |                  |    |           |                  |          |  |  |       |       |       |
|  | Ćwierćfinał     | Ćwierćfinał    | Ćwierćfinał      |                  |    | Półfinał  | Półfinał         | Półfinał |  |  | Finał | Finał | Finał |
|  | Ćwierćfinał     | Ćwierćfinał    | Ćwierćfinał      |                  |    | Półfinał  | Półfinał         | Półfinał |  |  | Finał | Finał | Finał |
|  | 11 grudnia 1998 |                |                  |                  |    |           |                  |          |  |  |       |       |       |
|  |                 |                |                  |                  |    |           |                  |          |  |  |       |       |       |
|  | Ulster          | Ulster         | 15               |                  |    |           |                  |          |  |  |       |       |       |
|  | Ulster          | Ulster         | 15               | 09 stycznia 1999 |    |           |                  |          |  |  |       |       |       |
|  | Tuluza          | Tuluza         | 13               |                  |    |           |                  |          |  |  |       |       |       |
|  | Tuluza          | Tuluza         | 13               |                  |    | Ulster    | Ulster           | 33       |  |  |       |       |       |
|  | 12 grudnia 1998 |                |                  |                  |    | Ulster    | Ulster           | 33       |  |  |       |       |       |
|  |                 |                | Stade Français   | Stade Français   | 27 |           |                  |          |  |  |       |       |       |
|  | Stade Français  | Stade Français | Stade Français   | Stade Français   | 27 | 71        |                  |          |  |  |       |       |       |
|  | Stade Français  | Stade Français |                  |                  |    | 71        | 30 stycznia 1999 |          |  |  |       |       |       |
|  | Pontypridd      | Pontypridd     | 14               |                  |    |           |                  |          |  |  |       |       |       |
|  | Pontypridd      | Pontypridd     | 14               |                  |    | Ulster    | Ulster           | 21       |  |  |       |       |       |
|  | 13 grudnia 1998 |                |                  |                  |    | Ulster    | Ulster           | 21       |  |  |       |       |       |
|  |                 |                | Colomiers        | Colomiers        | 6  |           |                  |          |  |  |       |       |       |
|  | Colomiers       | Colomiers      | Colomiers        | Colomiers        | 6  | 23        |                  |          |  |  |       |       |       |
|  | Colomiers       | Colomiers      | 09 stycznia 1999 |                  |    | 23        |                  |          |  |  |       |       |       |
|  | Munster         | Munster        | 9                |                  |    |           |                  |          |  |  |       |       |       |
|  | Munster         | Munster        | 9                |                  |    | Colomiers | Colomiers        | 10       |  |  |       |       |       |
|  | 12 grudnia 1998 |                |                  |                  |    | Colomiers | Colomiers        | 10       |  |  |       |       |       |
|  |                 |                | Perpignan        | Perpignan        | 6  |           |                  |          |  |  |       |       |       |
|  | Perpignan       | Perpignan      | Perpignan        | Perpignan        | 6  | 34        |                  |          |  |  |       |       |       |
|  | Perpignan       | Perpignan      |                  |                  |    |           |                  |          |  |  |       |       |       |
|  | Llanelli        | Llanelli       | 17               |                  |    |           |                  |          |  |  |       |       |       |
|  | Llanelli        | Llanelli       | 17               |                  |    |           |                  |          |  |  |       |       |       |

| 11 grudnia 199819:15 | Ulster                                     | 15:13(9:0) | Tuluza                                                          | Ravenhill Stadium, Belfast Widzów: 11 500 Sędzia: Brian Campsall |
| 11 grudnia 199819:15 | David Humphreys 6 (2dg) Simon Mason 9 (3K) | 15:13(9:0) | Fabien Pelous 5 (P) Stephane Ougier 2 (pd) Yann Delaigue 6 (2K) | Ravenhill Stadium, Belfast Widzów: 11 500 Sędzia: Brian Campsall |

| 12 grudnia 199815:30 | Stade Français | 71:14(28:7) | Pontypridd                                                    | Stade Jean-Bouin, Paryż Widzów: 5 000 Sędzia: Chuck Muir |
| 12 grudnia 199815:30 | Ludovic Loustau 5 (P) Arthur Gomes 5 (P) Christophe Laussucq 5 (P) Cliff Mytton 5 (P) Darren George 5 (P) Diego Domínguez 31 (2P 9pd K) Pieter de Villiers 5 (P) Richard Pool-Jones 5 (P) Vincent Moscato 5 (P) | 71:14(28:7) | Gareth Wyatt 7 (P pd) Geraint Lewis 5 (P) Neil Jenkins 2 (pd) | Stade Jean-Bouin, Paryż Widzów: 5 000 Sędzia: Chuck Muir |

| 13 grudnia 199815:00 | Colomiers                                                                | 23:9(23:9) | Munster              | Stade du Sélery, Colomiers Widzów: 8 000 Sędzia: Nigel Whitehouse |
| 13 grudnia 199815:00 | Bernard de Giusti 5 (P) Laurent Labit 13 (2pd 3K) Stephane Peysson 5 (P) | 23:9(23:9) | Killian Keane 9 (3K) | Stade du Sélery, Colomiers Widzów: 8 000 Sędzia: Nigel Whitehouse |

| 12 grudnia 199815:00 | Perpignan | 34:17(18:17) | Llanelli                                    | Stade Aimé Giral, Perpignan Widzów: 10 000 Sędzia: Alan Lewis |
| 12 grudnia 199815:00 | Alewyn Joubert 5 (P) Benoit Bellot 14 (P 3K) Didier Camberabero 8 (pd 2K) Gael Arandiga 2 (pd) Herve Laporte 5 (P) | 34:17(18:17) | Darril Williams 5 (P) Stephen Jones 12 (4K) | Stade Aimé Giral, Perpignan Widzów: 10 000 Sędzia: Alan Lewis |

| 9 stycznia 199913:00 | Ulster                                                                   | 33:27(11:10) | Stade Français                                                               | Ravenhill Stadium, Belfast Widzów: 20 000 Sędzia: Jim Fleming |
| 9 stycznia 199913:00 | David Humphreys 8 (P dg) Simon Mason 20 (pd dg 5K) Stephen McKinty 5 (P) | 33:27(11:10) | Christophe Juillet 10 (2P) Diego Domínguez 12 (3pd 2K) Marc Lievremont 5 (P) | Ravenhill Stadium, Belfast Widzów: 20 000 Sędzia: Jim Fleming |

| 9 stycznia 199914:45 | Colomiers                                 | 10:6(3:6) | Perpignan            | Stadium Municipal, Tuluza Widzów: 30 000 Sędzia: Joël Dumé |
| 9 stycznia 199914:45 | David Skrela 7 (P pd) Laurent Labit 3 (K) | 10:6(3:6) | Benoit Bellot 6 (2K) | Stadium Municipal, Tuluza Widzów: 30 000 Sędzia: Joël Dumé |

| 30 stycznia 199914:45 | Ulster                                     | 21:6(12:3) | Colomiers                               | Lansdowne Road, Dublin Widzów: 49 000 Sędzia: Clayton Thomas |
| 30 stycznia 199914:45 | David Humphreys 3 (dg) Simon Mason 18 (6K) | 21:6(12:3) | Laurent Labit 3 (K) Mickael Carre 3 (K) | Lansdowne Road, Dublin Widzów: 49 000 Sędzia: Clayton Thomas |